# イヴァン・マドレー
イヴァン・サミュエル・マドレー（Ivan Samuel Madray、1934年7月2日 – 2009年4月23日）は、英領ギアナ（現在のガイアナ）のクリケット選手。

## 人物
1934年に英領ギアナのマウント・モーランドで生まれる。クリケット西インド諸島代表として1958年に2試合に出場している。
クライド・ウォルコットの指導により開花したマウント・モーラントの選手の一人で、同様の選手にバジル・ブッチャー (Basil Butcher) 、ローハン・カンハイ (Rohan Kanhai) 、ジョー・ソロモン (Joe Solomon) がいる。
2009年4月23日、ジョージタウンにあるジョージタウン公立病院にて死去。高血圧が認定された次の日であった。